# NGC 1854
NGC 1854 (còn được gọi là NGC 1855) là một cụm sao cầu trẻ ở phía bắc  Đám Mây Magellan Lớn trong chòm sao Kiếm Ngư. Ở độ phóng đại 200 lần, cụm sao xuất hiện rất sáng, lớn và tròn, với hàng chục ngôi sao rất mờ có thể nhìn thấy. NGC 1858, một cụm tinh vân/cụm sao, nằm ở phía Đông Nam.
Cụm sao được phát hiện lần đầu tiên bởi nhà thiên văn học người Scotland James Dunlop vào năm 1826.